# Calum Johnston
Pour les articles homonymes, voir Johnston.
Calum Johnston, né le 11 janvier 1998 à East Kilbride (Écosse), est un coureur cycliste britannique. Il est membre de l'équipe Caja Rural-Seguros RGA.

## Biographie
Calum Johnston naît à East Kilbride, en Écosse. D'abord intéressé par le football, il commence le cyclisme à 9 ou 10 ans, lorsque son père lui offre son premier vélo,. Chez les juniors (moins de 19 ans), il court au sein des clubs East Kilbride RC et Edinburgh RC. 
En 2017, il intègre l'équipe Zappi Racing, basée en Italie et dirigée par l'ancien cycliste professionnel Flavio Zappi. Il court dans cette formation durant trois ans, avec pour objectif de passer professionnel. Lors de sa dernière saison, il montre ses qualités de grimpeur en terminant douzième du Tour d'Italie espoirs. 
En 2021, il s'installe à Pampelune pour rejoindre la réserve de l'équipe Caja Rural-Seguros RGA. Malgré un début d'année gâché par une contamination au Covid-19, il se distingue en étant l'un des meilleurs coureurs amateurs en Espagne, avec quatre victoires et diverses places d'honneur. Ses bons résultats lui permettent de passer professionnel en 2022.

## Palmarès
- 2021
  - Euskal Bailarak Kriteriuma
  - Trofeo San José
  - Trofeo Robert Innova
  - Leintz Bailarari Itzulia
  - 3e étape du Tour de Cantabrie
  - 2e du San Roman Saria
  - 2e du Torneo Euskaldun
  - 3e du Laudio Saria

## Classements mondiaux
| Année                                 | 2020  | 2021 | 2022  | 2023  | 2024  |
| ------------------------------------- | ----- | ---- | ----- | ----- | ----- |
| Classement mondial                    | 1864e | nc   | 2141e | 2640e | 2341e |
| UCI Europe Tour                       | 1377e | nc   | 1346e | nc    | nc    |
|                                       |       |      |       |       |       |
| Légende : nc = non classéSource : UCI |       |      |       |       |       |